# Lepidozia digitata
Lepidozia digitata là một loài Rêu trong họ Lepidoziaceae. Loài này được Herzog mô tả khoa học đầu tiên năm 1938.